# Andrew Tiernan
Andrew Tiernan (Birmingham, 30 novembre 1965) è un attore britannico.

## Filmografia parziale

### Cinema
- Edoardo II (Edward II), regia di Derek Jarman (1991)
- Le cinque vite di Hector (Being Human), regia di Bill Forsyth (1994)
- Intervista col vampiro (Interview with the Vampire), regia di Neil Jordan (1994)
- Biancaneve nella foresta nera (Snow White: A Tale of Terror), regia di Michael Cohn (1997)
- Playing God, regia di Andy Wilson (1997)
- The Protagonists, regia di Luca Guadagnino (1999)
- The Bunker, regia di Rob Green (2001)
- Il pianista (The Pianist), regia di Roman Polański (2002)
- Red Siren (La sirène rouge), regia di Olivier Megaton (2002)
- 300, regia di Zack Snyder (2007)
- 300 - L'alba di un impero (300: Rise of an Empire), regia di Noam Murro (2014)
- Automata (Autómata), regia di Gabe Ibáñez (2014)
- My Policeman, regia di Michael Grandage (2022)

### Televisione
- Prime Suspect (1991)
- Cracker (1993)
- Taggart (1995)
- Hornblower (1998)
- Heartbeat (2002)
- The Quatermass Experiment, regia di Sam Miller (2005)
- Survivors (2008)
- L'ispettore Barnaby (Midsomer Murders) - serie TV, episodio 10x06 (2008)
- Casualty (2009)
- Metropolitan Police (The Bill) (2009)
- Doctor Who (2011)
- No Offence (2015)
- Marcella (2018)
- Delitti in Paradiso (Death in Paradise) - serie TV, episodio 8x01 (2019)

## Doppiatori italiani
Nelle versioni in italiano delle opere in cui ha recitato, Andrew Tiernan è stato doppiato da:
- Luca Dal Fabbro in 300, 300 - L'alba di un impero
- Loris Loddi in Edoardo II
- Gianluca Crisafi in Prime Suspect 1 & 2
- Fabrizio Manfredi in Biancaneve nella foresta nera
- Pasquale Anselmo in Playing God
- Massimo De Ambrosis in Hornblower
- Vittorio Guerrieri in The Bunker
- Gianluca Tusco ne Il pianista
- Roberto Draghetti in Red Siren